# Gillian Anderson
Gillian Leigh Anderson, född 9 augusti 1968 i Chicago i Illinois, är en amerikansk-brittisk skådespelare.
Anderson är främst känd för sin roll som FBI-agenten Dana Scully i Arkiv X. Hon har även medverkat i filmer som Glädjens hus 2000, Sex lektioner i kärlek 1999, The Mighty 1998, The Turning 1992, A Matter of Choice 1988 och Three at Once 1986.
Gillian Anderson föddes i Chicago men växte upp på så olika platser som Puerto Rico, London och Grand Rapids i Michigan.

## Filmografi (urval)
- 1986 – Three at Once
- 1988 – A Matter of Choice
- 1992 – The Turning
- 1993–2002 – Arkiv X (TV-serie)
- 1996 – Hellbender (röst i datorspel)
- 1997 – Simpsons (TV-serie) (gäströst i avsnittet The Springfield Files)
- 1998 – Arkiv X: Fight the Future
- 1998 – The Mighty
- 1999 – Sex lektioner i kärlek
- 2000 – Glädjens hus
- 2005 – Bleak House (TV-serie)
- 2006 – The Last King of Scotland
- 2008 – Arkiv X: I Want to Believe
- 2008 – Hopplös och hatad av alla
- 2011 – Johnny English Reborn
- 2011 – Great Expectations (TV-serie)
- 2012 – Syster
- 2013–2016 – The Fall (TV-serie)
- 2013–2014 – Hannibal (TV-serie)
- 2015 – Arkiv X (TV-serie)
- 2016 – Krig och fred (TV-serie)
- 2019–2023 – Sex Education (TV-serie)
- 2020 – The Crown (TV-serie)
- 2021 – The Great (TV-serie)
- 2022 – The Pale Blue Eye
- 2025 – Trespasses (TV-serie)